# Mytishchi
Mytishchi (tiếng Nga: Мытищи, IPA: [mɨˈtʲiɕːɪ]) là thành phố Nga và là thủ phủ huyện Mytishchinsky trong tỉnh Moskva, nằm bên sông Yauza và tuyến đường sắt Moskva–Yaroslavl. Dân số: 173.160 người (thống kê 2010).

## Dân số
Dân số là 60.000 người (1939); 125.000 người (1973); 154.068 (1989); 159.900 (2002; 173.160 (2010).

## Khí hậu
Mytishchi có khí hậu lục địa ẩm, giống Moskva, nhưng thường lạnh hơn vài độ (nhất là về đêm) do ít chịu ảnh hưởng của đảo nhiệt đô thị. Thành phố có mùa đông dài, lạnh (nhiệt độ luôn hạ ngưỡng −25 °C (−13 °F)-−30 °C (−22 °F) mỗi mùa đông, nhiệt thấp nhất từng ghi nhận là −43 °C (−45 °F)) và mùa hè ngắn nhưng ấm (nhiệt độ cao kỷ lục 38 °C (100 °F), và đạt 30 °C (86 °F) mỗi mùa hè).
- Trung bình ban ngày tháng 1: −10 °C (14 °F); trung bình cao: −7 °C (19 °F); trung bình thấp: −13 °C (9 °F)
- Trung bình ban ngày tháng 7: 19 °C (66 °F); trung bình cao: 24 °C (75 °F); trung bình thấp: 14 °C (57 °F)

| Dữ liệu khí hậu của Mytishchi           | Dữ liệu khí hậu của Mytishchi | Dữ liệu khí hậu của Mytishchi | Dữ liệu khí hậu của Mytishchi | Dữ liệu khí hậu của Mytishchi | Dữ liệu khí hậu của Mytishchi | Dữ liệu khí hậu của Mytishchi | Dữ liệu khí hậu của Mytishchi | Dữ liệu khí hậu của Mytishchi | Dữ liệu khí hậu của Mytishchi | Dữ liệu khí hậu của Mytishchi | Dữ liệu khí hậu của Mytishchi | Dữ liệu khí hậu của Mytishchi | Dữ liệu khí hậu của Mytishchi |
| Tháng                                   | 1                             | 2                             | 3                             | 4                             | 5                             | 6                             | 7                             | 8                             | 9                             | 10                            | 11                            | 12                            | Năm                           |
| --------------------------------------- | ----------------------------- | ----------------------------- | ----------------------------- | ----------------------------- | ----------------------------- | ----------------------------- | ----------------------------- | ----------------------------- | ----------------------------- | ----------------------------- | ----------------------------- | ----------------------------- | ----------------------------- |
| Trung bình ngày tối đa °C (°F)          | −7 (19)                       | −6 (21)                       | 1.0 (33.8)                    | 11.0 (51.8)                   | 18.0 (64.4)                   | 21.0 (69.8)                   | 24.0 (75.2)                   | 20.0 (68.0)                   | 15.0 (59.0)                   | 7.0 (44.6)                    | 0.0 (32.0)                    | −5 (23)                       | 8.3 (46.8)                    |
| Trung bình ngày °C (°F)                 | −10 (14)                      | −9 (16)                       | −4 (25)                       | 6.0 (42.8)                    | 13.0 (55.4)                   | 17.0 (62.6)                   | 19.0 (66.2)                   | 16.0 (60.8)                   | 11.0 (51.8)                   | 4.0 (39.2)                    | −2 (28)                       | −8 (18)                       | 4.4 (40.0)                    |
| Tối thiểu trung bình ngày °C (°F)       | −13 (9)                       | −12 (10)                      | −9 (16)                       | 1.0 (33.8)                    | 8.0 (46.4)                    | 13.0 (55.4)                   | 14.0 (57.2)                   | 12.0 (53.6)                   | 7.0 (44.6)                    | 1.0 (33.8)                    | −4 (25)                       | −11 (12)                      | 0.6 (33.1)                    |
| Nguồn: Climate and ecology of Mytishchi |                               |                               |                               |                               |                               |                               |                               |                               |                               |                               |                               |                               |                               |